# Germanik
Gaius Claudius Drusus Caesar Germanicus (ur. 24 maja 15 p.n.e., zm. 10 października 19 n.e.) – wódz rzymski, członek dynastii julijsko-klaudyjskiej (wnuk Liwii, żony cesarza Augusta). Bratanek cesarza Tyberiusza, ojciec cesarza Kaliguli, brat Klaudiusza. Poślubił wnuczkę Oktawiana Augusta, Agryppinę.

## Wywód przodków
| 4. Tyberiusz Klaudiusz Neron |  |                    |  |  |             |
|                              |  | 2. Druzus Starszy  |  |  |             |
| 5. Liwia Druzylla            |  |                    |  |  |             |
|                              |  |                    |  |  | 1. Germanik |
| 6. Marek Antoniusz           |  |                    |  |  |             |
|                              |  | 3. Antonia Młodsza |  |  |             |
| 7. Oktawia Młodsza           |  |                    |  |  |             |
|                              |  |                    |  |  |             |

## Kariera wojskowa

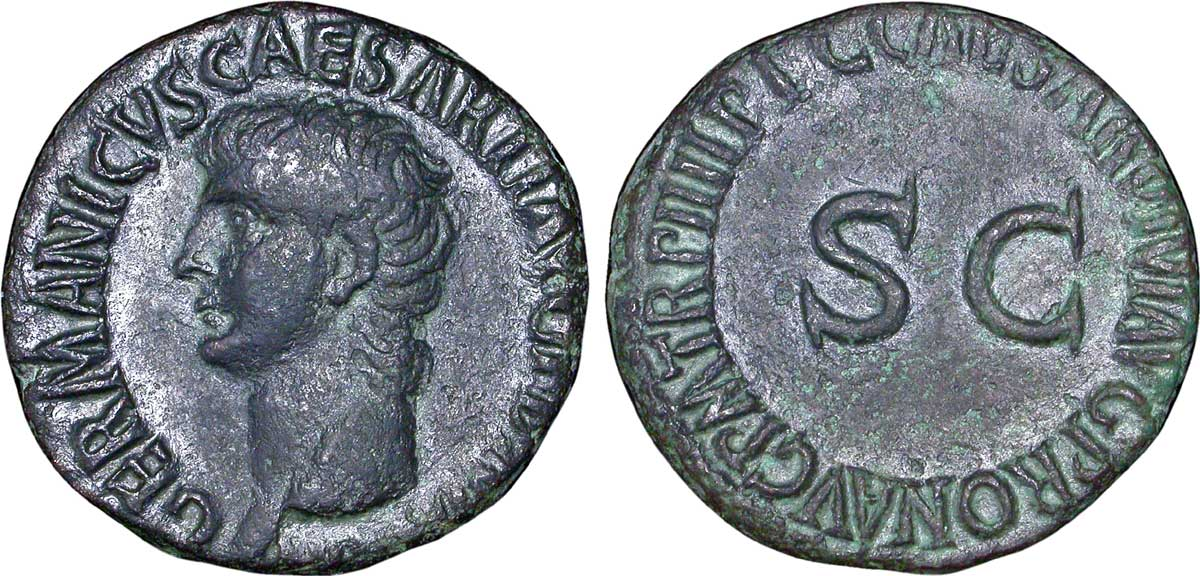
Moneta z wizerunkiem Germanika, rok 41-40 n.e.

Cesarz Oktawian August, wyznaczając Tyberiusza na swojego następcę, zobowiązał go do adoptowania Germanika i uczynienia go swoim następcą.
Germanik posiadał, według Tacyta, wybitne zalety fizyczne i duchowe, które zapewniały mu uznanie i miłość Rzymian. Był ukochanym bratem Klaudiusza, a także ulubioną postacią ludu rzymskiego. Od najmłodszych lat uczestniczył w kampaniach wojennych. Odniósł wiele zwycięstw, dowodząc armią w Pannonii i Dalmacji. Był uważany za wybitnego wodza, a zarazem był lubiany przez legionistów. W 12 r. n.e. sprawował urząd konsula i powierzono mu dowództwo wszystkich legionów w Galii. Po śmierci cesarza Augusta w 14 roku, gdy dowodził armią w Germanii, w wojsku wybuchł bunt. Żołnierze niezadowoleni z objęcia tronu przez niepopularnego Tyberiusza obwołali Germanika cesarzem. Jednak ten odrzucił proponowany tytuł, akceptując wolę Augusta. Do uciszenia buntu przyczynił się demonstracyjny wyjazd z obozu żony Germanika, Agrypiny wraz z synem, ulubieńcem żołnierzy, nazwanym przez nich Kaligula (łac. bucik, sandałek). Stłumienie buntu i odmowa zostania cesarzem zyskały Germanikowi przychylność panującego Tyberiusza. W następnych latach, jako głównodowodzący armią Renu, pokonał plemiona germańskie na wschodnim brzegu tej rzeki. Odnalazł tam i pogrzebał szczątki żołnierzy trzech legionów, pozostałe po słynnej masakrze w Lesie Teutoburskim w 9 r. n.e.

## Wyprawa na Wschód
Po zwycięstwach w Germanii i krótkim pobycie w Rzymie Germanik został wysłany do Azji, gdzie rozpoczęły się bunty w tamtejszych legionach. Germanik i tym razem opanował sytuację, a w roku 18 zajął królestwa Kapadocji i Kommageny, zamieniając je w prowincje rzymskie. Namiestnikiem Syrii został mianowany Gnejusz Kalpurniusz Pizon, zaprzyjaźniony z cesarzem. Między Germanikiem i Agrypiną z jednej strony, a Pizonem i jego żoną Plancyną doszło do konfliktu, który przerodził się we wrogość. W roku 19 Germanik udał się do Egiptu, co było wbrew zarządzeniom wydanym jeszcze przez Augusta, zabraniającego wkraczania do tej prowincji bez zezwolenia. Wywołało to oburzenie Tyberiusza i wzmogło intrygi inicjowane prawdopodobnie przez Pizona. Germanik ciężko zachorował i zmarł w Antiochii. Został pochowany w Mauzoleum Augusta.
Uważano, że został otruty przez Gnejusza Kalpurniusza Pizona, gubernatora Syrii, na polecenie Tyberiusza zazdrosnego o rosnącą popularność i siłę Germanika, lecz jest to jedynie domysł, którego potwierdzenia brak w wiarygodnych źródłach.

## Dzieła
Aratea – autorstwo i data przekładu dzieła Aratosa (Fainomena) jest dyskutowana wśród uczonych. Większość badaczy przyjmuje autorstwo Germanika. Najstarszym świadectwem autorstwa Aratea są Laktancjusz i Hieronim.
Prognostica – dzieło zachowane we fragmentach, traktujące również o gwiazdach, jednak w kontekście meteorologicznym wraz z astrologicznymi elementami. Z zachowanego dzieła pozostało 165 wersetów podzielonych na sześć fragmentów. Nie jest wykluczone, że oba dzieła mogły stanowić jedną całość.

## Małżeństwo i potomkowie
| Germanik                  |
| konsul 12 n.e.            |
| \| 1. Agrypina Starsza \| |
| 1. Agrypina Starsza       |

| 1. Agrypina Starsza |

| Gajusz Klaudiusz Cezar     |
| ur. ok. 2 n.e, zm. 10 n.e. |

| Klaudia                        |
| ur. 4 n.e., zm. w dzieciństwie |

| Klaudiusz Neron       |
| \| 1. Julia Helena \| |
| 1. Julia Helena       |

| 1. Julia Helena |

| Druzus III             |
| \| 1. Emilia Lepida \| |
| 1. Emilia Lepida       |

| 1. Emilia Lepida |

| Kaligula                                                                                  |
| cesarz                                                                                    |
| \| 1. Junia Klaudylla \| \| 2. Liwia Orestylla \| \| 3. Lolia Paulina \| \| 4. Cezonia \| |
| 1. Junia Klaudylla                                                                        |
| 2. Liwia Orestylla                                                                        |
| 3. Lolia Paulina                                                                          |
| 4. Cezonia                                                                                |

| 1. Junia Klaudylla |
| 2. Liwia Orestylla |
| 3. Lolia Paulina   |
| 4. Cezonia         |

| Juliusz                         |
| ur. 14 n.e., zm. w dzieciństwie |

| Agrypina Młodsza                                                                                           |
| \| 1. Gnejusz Domicjusz Ahenobarbus \| \| 2. Gajusz Salustiusz Kryspus Pasjen \| \| 3. Klaudiusz cesarz \| |
| 1. Gnejusz Domicjusz Ahenobarbus                                                                           |
| 2. Gajusz Salustiusz Kryspus Pasjen                                                                        |
| 3. Klaudiusz cesarz                                                                                        |

| 1. Gnejusz Domicjusz Ahenobarbus    |
| 2. Gajusz Salustiusz Kryspus Pasjen |
| 3. Klaudiusz cesarz                 |

| Julia Druzylla                                                    |
| \| 1. Lucjusz Kasjusz Longinus \| \| 2. Marek Emiliusz Lepidus \| |
| 1. Lucjusz Kasjusz Longinus                                       |
| 2. Marek Emiliusz Lepidus                                         |

| 1. Lucjusz Kasjusz Longinus |
| 2. Marek Emiliusz Lepidus   |

| Julia Liwilla            |
| \| 1. Marek Winicjusz \| |
| 1. Marek Winicjusz       |

| 1. Marek Winicjusz |

| Julia Druzylla |

| Neron                                                               |
| cesarz                                                              |
| \| 1. Oktawia \| \| 2. Poppea Sabina \| \| 3. Statilia Messalina \| |
| 1. Oktawia                                                          |
| 2. Poppea Sabina                                                    |
| 3. Statilia Messalina                                               |

| 1. Oktawia            |
| 2. Poppea Sabina      |
| 3. Statilia Messalina |

| Klaudia Augusta             |
| urodzona i zmarła w 63 n.e. |